# 中国共产党炎陵县委员会
中国共产党炎陵县委员会（简称中共炎陵县委）是中国共产党在湖南省株洲市炎陵县的领导机关。

## 职责
根据《中国共产党地方委员会工作条例》，中国共产党地方委员会主要实行政治、思想和组织领导，承担下列职能：
1. 对本地区重大问题作出决策。
2. 通过法定程序使党组织的主张成为地方性法规、地方政府规章或者其他政令。
3. 加强对本地区宣传思想文化工作的领导，牢牢掌握意识形态工作领导权、话语权。
4. 按照干部管理权限任免和管理干部，向地方国家机关、政协组织、人民团体、国有企事业单位等推荐重要干部。
5. 支持和保证人大、政府、政协、法院、检察院、人民团体等依法依章程独立负责、协调一致地开展工作，发挥这些组织中党组的领导核心作用。
6. 加强对本地区群团工作和统一战线工作的领导。
7. 动员、组织所属党组织和广大党员，团结带领群众实现党的目标任务。

## 历任书记
| 姓名   | 就任日期   | 离任日期   | 备注                         |
| ------ | ---------- | ---------- | ---------------------------- |
| 陈树林 | 1988年5月  | 1993年     |                              |
| 卢耿民 | 1993年11月 | 1994年6月  |                              |
| 林良材 | 1995年6月  | 1999年10月 |                              |
| 谢高进 | 2000年10月 | 2005年7月  |                              |
| 王继恩 | 2005年9月  | 2008年11月 |                              |
| 李晖   | 2008年11月 | 2011年6月  | 以中共株洲市委副书记身份兼任 |
| 黄诗燕 | 2011年6月  | 2019年11月 | [ 2 ] [ 3 ]                  |
| 尹朝晖 | 2020年4月  |            | [ 4 ]                        |